# Андрес Ґудмундссон
Андрес Ґудмундссон (ісл. Andrés Guðmundsson, нар. 17 квітня 1965) — колишній ісландський стронгмен. Відомий перемогами у таких змаганнях як: Найсильніша людина Ісландії (1999), Європейський Геркулес (1994) та Міжнародний виклик стронгменів (1994).